# Navazo
Navazo es un huerto que se forma ahondando el arenal de una marisma, es el nombre que en parte de Andalucía Occidental, en España, se da a un tipo de huerto ubicado en un arenal próximo a la playa.
Especialmente renombrados fueron los navazos de Sanlúcar de Barrameda. En ellos se cultivaban papas, tomates, pimientos, cebolla, ajo, habas, chícharos, habichuelas verdes, sandías, melones, calabazas, higueras, membrillos y vides. Los navazos se extendían por la franja litoral arenosa que va desde el Espíritu Santo hasta algo más allá del puerto de Bonanza. Algunos de ellos estaban sometidos a un sistema de riego que aprovechaba el influjo que las mareas tienen sobre el nivel de las aguas subterráneas. Estos eran llamados por los navaceros "navazos de marea". En los últimos años la expansión urbanística ha hecho que la mayoría de ellos desaparezca, relegándolos a la zona de la Colonia Agrícola Monte Algaida.
En las demás localidades costeras de la Costa Noroeste de Cádiz, en Chipiona y Rota, la importancia de las huertas costeras también fue muy grande. En Rota, se denomina mayetería a cierto tipo de agricultura tradicional en minifundios similar a la de los navazos. En las tres localidades, la urbanización masiva de la costa y la reconversión económica hace que tanto una como otra explotación agrícola esté en claro retroceso. 

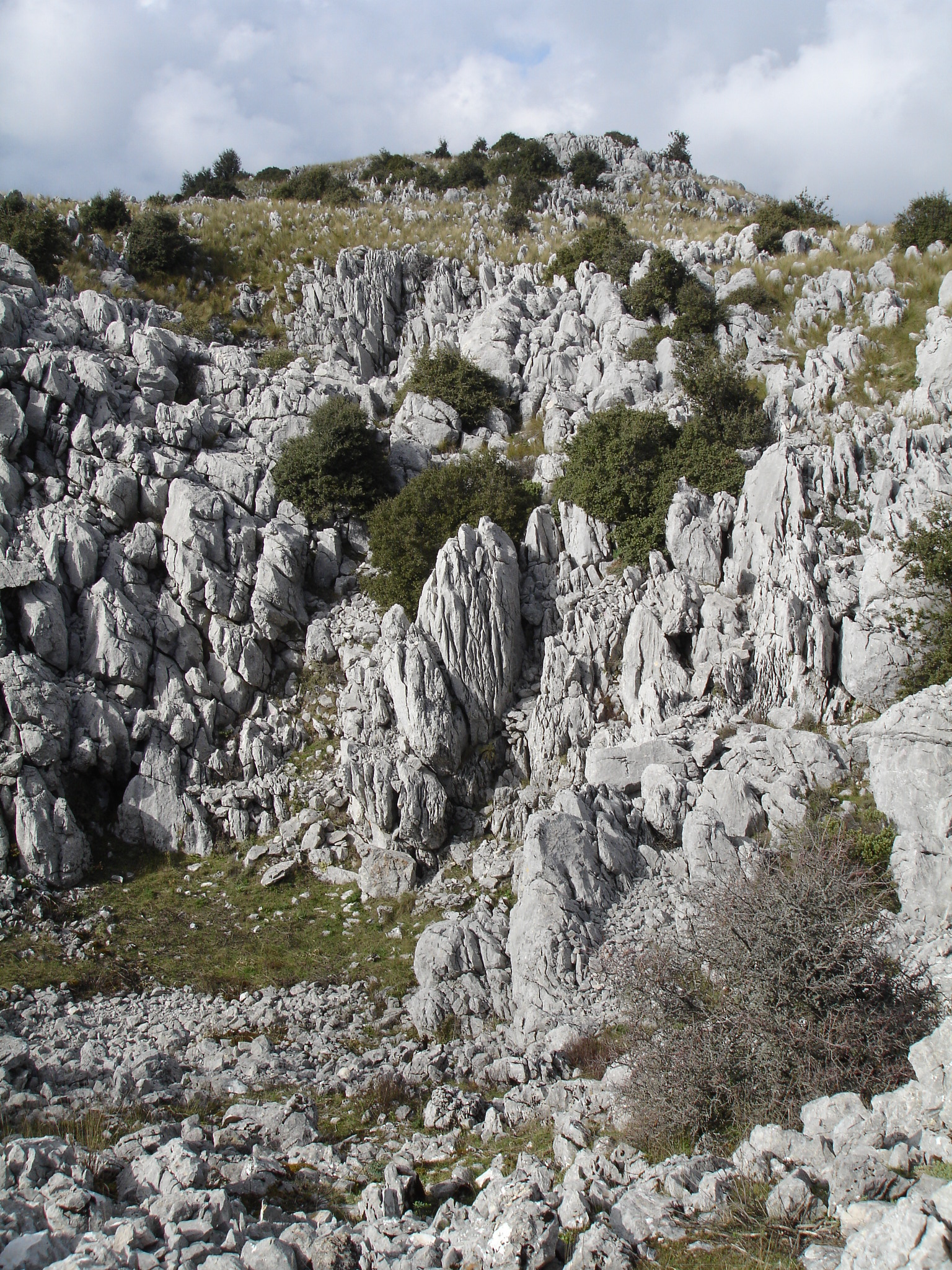
Navazos en la Sierra de Grazalema.

En parte de la alta Andalucía el término navazo tiene otra acepción. Un navazo es una tierra llana sin árboles que se sitúa entre montañas. A veces, según la formación de la tierra puede filtrar el agua.